# Yucatángaai
De yucatángaai (Cyanocorax yucatanicus) is een zangvogel uit de familie van de kraaien (Corvidae).

## Verspreiding en leefgebied
Deze soort komt voor in Belize, Guatemala en Mexico en telt twee ondersoorten:
- C. y. yucatanicus: Yucatán, noordelijk Belize en noordelijk Guatemala.
- C. y. rivularis: Tabasco en Campeche.

## Status
De grootte van de populatie is niet gekwantificeerd maar de soort wordt omschreven als vrij algemeen. Op de Rode lijst van de IUCN heeft deze soort de status niet bedreigd.